# Bradley (Dakota Południowa)
Bradley – miasto w Stanach Zjednoczonych, w stanie Dakota Południowa, w hrabstwie Clark.